# Марс (Кушнаренковский район)
Марс (баш. Марс) — деревня в Кушнаренковском районе Республики Башкортостан Российской Федерации. Входит в состав Горьковского сельсовета. Проживают татары, башкиры.

## География
Улица одна — Лесная.

### Географическое положение
Расстояние до:
- районного центра (Кушнаренково): 31 км,
- центра сельсовета (Иликово): 8 км,
- ближайшей ж/д станции (Уфа): 89 км.

## Население
| 2002 | 2009 | 2010 |
| ---- | ---- | ---- |
| 119  | ↗121 | ↘78  |

### Национальный состав
Согласно переписи 2002 года, преобладающие национальности — татары (54 %), башкиры (41 %).

## Инфраструктура
Основа экономики — сельское хозяйство. Действует ФАП.

## Транспорт
Деревня доступна автотранспортом.